# Glen Fredlund
Glen G. Fredlund (* 30. Oktober 1952) ist ein US-amerikanischer Geograph, Autor und emeritierter Hochschullehrer.

## Leben
Glen G. Fredlund – das G. steht hier für George – studierte nach seinem Abitur zunächst Anthropologie an der Louisiana State University, wo er 1977 den Bachelor of Arts und 1983 den Master of Arts erlangte. Der Titel seiner Masterarbeit lautete Where Did the Bayogoula Dance; Why Do They Sing No More: A Reexamination of the Bayou Goula Area, Iberville Parish, Louisiana. Darin untersuchte er die Ethnohistorie und Archäologie der Bayogoula, eines historischen indigenen Indianervolkes in Louisiana.
1992 wurde Fredlund an der University of Kansas auf dem Gebiet der Geografie mit der Arbeit Analysis of Quaternary pollen from Cheyenne Bottoms, Kansas: Evidence for late Quaternary vegetation and climates in the central Great Plains (dt. etwa: Analyse quartärer Pollen aus den Cheyenne Bottoms, Kansas: Belege für Vegetations- und Klimaentwicklungen im späten Quartär in den zentralen Great Plains) zum Ph.D. promoviert.
Fredlund beschäftigte sich insbesondere mit Fragestellungen der Biogeographie, Geomorphologie, Bodengeographie und Geoarchäologie. An der University of Wisconsin in Milwaukee hielt er Vorlesungen zur Biogeographie, zur Erhaltung natürlicher Ressourcen und zur Geographie der Böden.
Er hat umfangreich zu verschiedenen geografischen und geologischen Themen geforscht und zahlreiche Publikationen vorgelegt. Bei Researchgate ist er mit 33 Publikationen aufgeführt. Er verfasste unter anderem einen Beitrag für The Historical Ecology Handbook, und seine Arbeiten werden in mehreren Bänden des Handbook of North American Indians als Referenz angegeben.
Fredlund ist heute Associate Professor Emeritus für Geografie der University of Wisconsin–Milwaukee.

## Veröffentlichungen (Auswahl)
- Palynological Analysis of Sediments from Sheep Camp and Ashislepah Shelters. In Archaic Prehistory and Paleoenvironments in the San Juan Basin, New Mexico. In: The Chaco Shelters Project, edited by Simmons, Alan H., S. 186–209. Project Report Series No. 53. Museum of Anthropology, University of Kansas, Lawrence 1984.
- Holocene Vegetational History of the Gallipolis Locks and Dam Project Area, Mason County, West Virginia. Contract Publication Series 89-01. Cultural Resource Analysts, Inc., Lexington, Kentucky 1989.
- mit Larry L. Tieszen: Modern phytolith assemblages from the North American great plains. In: Journal of Biogeography. 3, 21, 1994, S. 321–335.
- Late Quaternary Pollen Record from Cheyenne Bottoms, Kansas. In: Quaternary Research. 1, 43, 1995, S. 67–79.
- mit Larry L. Tieszen: Calibrating grass phytolith assemblages in climatic terms: application to late Pleistocene assemblages from Kansas and Nebraska. In: Palaeogeography, Palaeoclimatology, Palaeoecology. 1, 136, 1997, S. 199–211.
- mit C. Britt Bousman and Douglas K. Boyd: The Holocene Phytolith Record from Morgan Playa in the Rolling Plains of Texas. In: Plains Anthropologist 43(164), 1998, S. 187–200.
- mit Jill A. Hapner, James A. Reinartz et al.: Avian Succession in Small Created and Restored Wetlands. In: Wetlands. 6, 31, 2011, S. 1089–1102.[7]